# Papiervernietiger

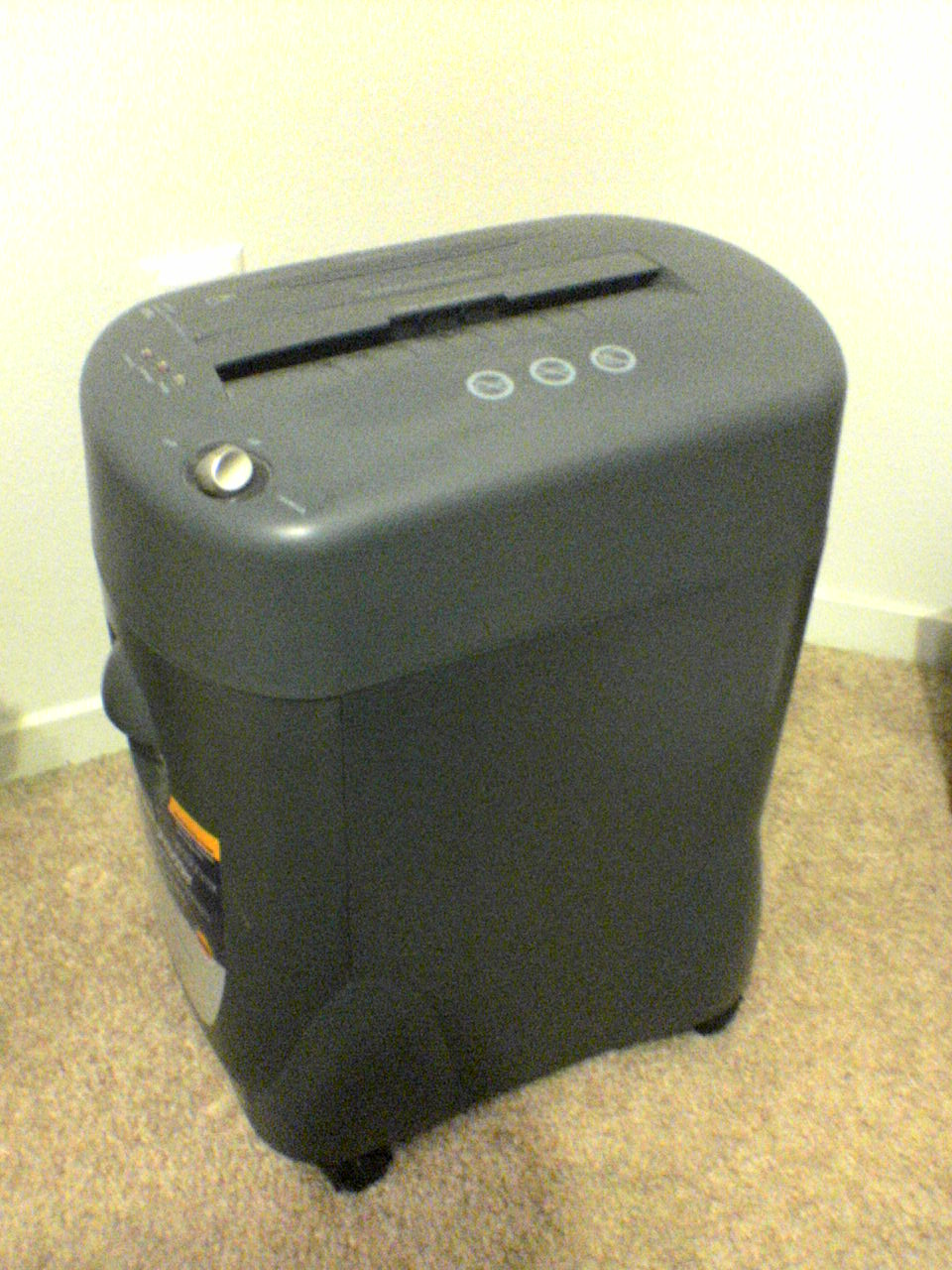
Een papiervernietiger

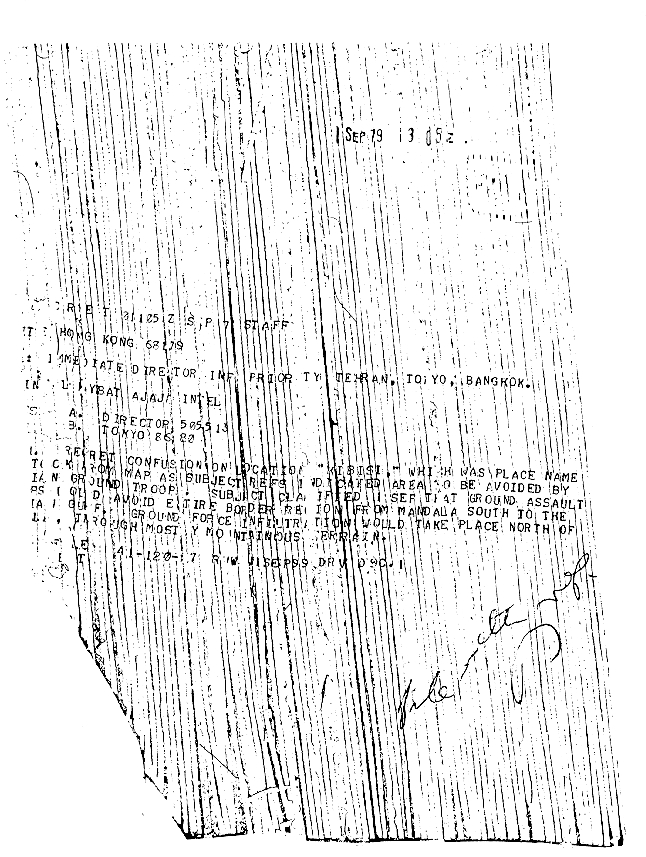
Voorbeeld van papier dat door een shredder is gegaan en daarna zorgvuldig gereconstrueerd is

Een papiervernietiger of papierversnipperaar, ook wel shredder genoemd, versnippert papieren, zodat de tekst niet meer gelezen kan worden. Abbot Augustus Low wordt wel beschouwd als de uitvinder van de papiervernietiger.
In het algemeen kan een papiervernietiger enkele A4'tjes tegelijkertijd versnipperen, maar er bestaan ook grotere exemplaren. Het apparaat versnippert het papier door het in de lengterichting in repen te snijden. Duurdere papiervernietigers snijden het papier ook in de breedte.
Van papier dat in de lengterichting wordt gesneden, kunnen er geen woorden meer gelezen worden. De papierrepen weer aan elkaar plakken is een zeer lastig karwei, zeker wanneer de resten van meerdere documenten door elkaar zijn geraakt. In 2008 heeft het Duitse Fraunhofer Institut een computerprogramma ontwikkeld om een uit ca 600 miljoen snippers bestaande berg Stasi-documenten weer leesbaar te maken.
De DIN 66399 norm, die de oude DIN 32757 norm vervangt, deelt de vernietiging in zeven klassen in:
- Klasse 1: Algemene documenten. ≤ 2000 mm² (of: stroken van ≤12 mm breed)
- Klasse 2: Interne documenten. ≤ 800 mm² (of: stroken van ≤6 mm breed)
- Klasse 3: Vertrouwelijke documenten. ≤ 320 mm² (of: stroken van ≤2 mm breed)
- Klasse 4: Zeer vertrouwelijke documenten. ≤ 160 mm² (max. 6 mm breed)
- Klasse 5: Geheime documenten. ≤ 30 mm² (max. 2 mm breed) (voorheen klasse 4[3][4])
- Klasse 6: Zeer geheime documenten. ≤ 10 mm² (max. 1 mm breed) (voorheen klasse 5[3][4])
- Klasse 7: Hoogst geheime documenten. ≤ 5 mm² (max. 1 mm breed) (voorheen de onofficiële klasse 6[3][4])

Papier uit de papiervernietiger kan herbruikt worden, bijvoorbeeld om pulp van te maken voor de productie van nieuw papier, maar ook als vulling in bijvoorbeeld een sinterklaassurprise of om breekbare voorwerpen voorzichtig in te pakken.
Voor grote partijen papier kan gebruik worden gemaakt van een mobiele archiefvernietiger. Dit is een speciale vrachtwagen die van een vernietigingsmachine is voorzien. Het te vernietigen papier wordt hiertoe in een speciale, afgesloten container gedeponeerd die aan de bovenkant van een gleuf is voorzien. Deze container wordt dan eens in de zoveel tijd in de mobiele archiefvernietiger geleegd. Deze komt hiervoor op gezette tijden langs. 
Met behulp van een industriële vernietigingsmachine worden complete archieven ter plekke vernietigd.
De wet geeft aan welke zakelijke en privédocumenten verplicht vernietigd dienen te worden. Persoonsgegevens mogen niet langer dan noodzakelijk bewaard worden 

## Papiervernietigers en AVG
De AVG-wet, waar bedrijven in Europa aan moeten voldoen, zorgt ervoor dat persoonsgegevens vernietigd moeten worden wanneer deze niet meer worden gebruikt en/of wanneer iemand aan een bedrijf vraagt of ze zijn gegevens willen vergeten. Het vernietigen van papier met persoonsgegevens is hierdoor in principe verplicht. Volgens experts is een papiervernietiger van klasse 4 of hoger voldoende om papieren op de juiste manier te vernietigen.

## Paper jam
Wanneer een papierversnipperaar vastloopt, is ook wel sprake van een zogeheten paper jam. Ten grondslag aan een paper jam kunnen verschillende oorzaken liggen. Zo kan het zijn dat er een te dikke hoeveelheid papier in één keer in de papierversnipperaar is gestopt, waardoor papiervezels ophopen tussen de werkende messen in de versnipperaar. Ook kan het zijn dat er simpelweg te veel papier in de opvangbak zit, waardoor nieuwe ingeworpen stukken papier geen ruimte hebben om naar beneden te vallen. Dit laatste wordt soms aangegeven met een waarschuwingslampje dat dan gaat branden. Een andere oorzaak is dat de papierversnipperaar te veel en vaak ook te snel achter elkaar is gebruikt. Hierdoor kan de motor die de messen aanstuurt oververhit raken, waardoor deze zichzelf als het ware uitschakelt. Belangrijk bij de toepassing van een papierversnipperaar is dus dat deze zogeheten "ademruimte" krijgt, om oververhitting te voorkomen.

## Trivia
- In oktober 2018 werd op een veiling van Sotheby's een schilderij van de Britse kunstenaar Banksy (Girl with Balloon) geveild dat direct nadat het werd afgehamerd deels werd vernietigd met een in de lijst ingebouwde papiervernietiger.
- In seizoen 24 van Wie is de Mol? hielp oud-Mol Dennis Weening(de Mol van seizoen 8) de Mol van dat seizoen (Anna Gimbrère) met het laten mislukken van een opdracht door Molgeld in een papierversnipperaar te gooien.